# گیچتال
گیچتال (به آلمانی: Gitschtal) یک منطقهٔ مسکونی در اتریش است که در ناحیه هرماگور واقع شده‌است. گیچتال ۱٬۲۹۳ نفر جمعیت دارد.